# François Charles Luce Didelot
Pour les articles homonymes, voir Didelot.
François Charles Luce Didelot ,, 1er baron Didelot et de l'Empire, né le 29 mars 1769 à Paris et décédé le 1er novembre 1850 à Passy (Seine), est un haut fonctionnaire, préfet et diplomate, du Consulat, du Ier Empire et de la Restauration. Il est aussi chambellan de l'Empereur Napoléon Ier.

## Biographie
Régisseur général adjoint de son père (1786), Jean-François Didelot, fermier général. 
Inspecteur principal, gérant de la manufacture de tabac du Gros-Caillou (5 brumaire an V).
Il est nommé préfet du Finistère le 14 germinal an VIII (4 avril 1800). Il y fait poursuivre les chouans assassins de l'évêque constitutionnel Audrein. Le 10 janvier 1801, le préfet Didelot est lui-même attaqué par des chouans et perd un gendarme de son escorte. 
Le 23 janvier 1801, il est nommé préfet de l'Allier avant, en novembre de la même année 1801, de faire partie des quatre premiers préfets du Palais consulaire de la Malmaison ; il reste dans cette fonction jusqu'en octobre 1802. En octobre 1802, tout en gardant son rang de préfet du palais, il est nommé ministre plénipotentiaire à Stuttgart près l'électeur de Wurtemberg , puis ambassadeur au Danemark en (1807),  et chambellan de l'Empereur le (15 décembre 1811). 
Il est ensuite préfet du Cher (12 mars 1813, maintenu à la première Restauration), préfet de la Dordogne (6 avril 1815 : Cent-Jours). Révoqué à la Seconde restauration, retiré pendant quelques années de la vie publique, il est nommé le 24 février 1819 préfet de l'Aude. Sa dernière nomination est celui de préfet de la Charente (19 juillet 1820), mais il est non-acceptant. Il cesse ses fonctions de préfet de l'Aude très peu de temps après.

## Récompenses
- 1er baron Didelot et de l'Empire (30 août 1811)
- Commandeur de la Légion d'honneur (25 prairial an XII)[10]
- Grand-croix de l'Ordre royal de Dannebrog

## Armoiries
| Figure | Blasonnement |
|        | Armes du baron Didelot et de l'Empire, 1811 De sable au sautoir gironné d'argent et de gueules de seize pièces, cantonné d'une étoile d'or en chef ; au canton des Barons Ministres employés à l'extérieur brochant.. |

## Sources
- Ressources relatives à la vie publique :   - base Léonore
  - Dossiers individuels de préfets
- Notices d'autorité :   - VIAF
  - ISNI
  - BnF (données)
  - IdRef
  - GND
- Biographie des préfets, depuis l'organisation des préfectures (3 mars 1800 ..., 1826,  p.177.
- Les premiers préfets du Maine-et-Loire: naissance d'un département français, Jean Sibenaler.
- (de) Zeitgeist auf Ordnungssuche: Die Begründung des Königreiches Württemberg ...,Georg,Georg Eckert
- Correspondance générale -: Avril 1811 - Décembre 1811, Fondation Napoléon
- Correspondance générale tome 9: Wagram, février 1809-février 1810, Fondation Napoléon

## Œuvres
- Loi relative à la célébration des fêtes et dimanches, Cher, 1814